# Лепша (Вранча)
Лепша (рум. Lepșa) насеље је у Румунији у округу Вранча у општини Тулничи. Oпштина се налази на надморској висини од 581 m.

## Становништво
Према подацима из 2002. године у насељу је живело 284 становника, од којих су сви румунске националности.